# Пильгер, Фёдор Васильевич
Фёдор Васильевич Пильгер (нем. Pilger Martin-Heinrich; 1760—1828) — ветеринарный врач, профессор кафедры скотолечения медицинского факультета Харьковского университета.

## Биография
Родился в Вецларе (Германия).
В 1779 году окончил Эрлангенский университет. В 1801 году был назначен «ветеринарным врачом в верхней части Гессенского ландграфства[sic]»; в 1802 году получил звание профессора ветеринарной фармацевтики Гисенского университета. В 1801—1803 годах издал на немецком языке двухтомное «Систематическое пособие по теоретической и практической ветеринарии» («Systematisches Handbuch der theoretisch-praktisch Veterinärwissenschaft»).
В 1806 году был приглашён в Российскую империю и утверждён профессором скотолечения Харьковского университета; в своих воспоминаниях Л. Якоб отметил, что в то время «Пильгер и я были единственными профессорами, которые ранее преподавали в университете». Из-за отсутствия студентов Пильгер первоначально занимался исследованием состояния животноводства на территории Слобожанщины; результаты работы им были опубликованы в статье «Краткое рассуждение о свирепствующей в некоторых губерниях меж рогатым скотом заразе». Кроме ветеринарной практики, он успешно лечил и людей, чем снискал необычайную популярность. С формальной точки зрения такая деятельность была незаконной; он утверждал, что получил диплом лекаря в Эрлангенском университете, но по неизвестным причинам не мог его представить. Как отмечал профессор Дитрих-Христофор Роммель «простое, счастливое и несколько лошадиное лечение возбуждало зависть всех учеников Эскулапа» и такая врачебная практика была ему запрещена; с 1807 года началась его тяжба по этому вопросу с городской врачебной управой. В 1811 и 1812 годах Совет университета обращался к министру с просьбой об увольнение Пильгера из Харьковского университета, как человека беспокойного и не приносящего никакой пользы; однако министр распорядился взять от Пильгера письменное обещание «впредь с надлежащей исправностью исполнять обязанности свои по профессорскому званию». В конце концов Пильгер получил в Дерптском университете требуемый диплом. Тем не менее проблема не разрешилась, хотя с просьбой в защиту профессора выступили 40 купцов и даже харьковский губернатор И. И. Бахтин; однако управа всё-таки отказалась признавать диплом Пильгера, указав, что диплом был получен «без необходимого предшествующего экзамена».
В университете Пильгер читал лекции по общей и частной сравнительной зоопатологии, краниологии, спецкурс о правильном вскармливании скота. На своих лекциях он говорил о необходимости сравнивать болезни людей и животных.
Л. Якоб оставил о Пильгере такой отзыв:

… Пильгер довольно ясно доказал, что у общества можно приобрести репутацию великого врача, не имея ни малейшего представления о медицине. публика судит о вещах, которые сама не понимает, естественно, только по случайным особенностям. Некоторые удачно проведённые курсы лечения, которые происходят естественным путём, и успех которых приписывается шарлатану, самоуверенный обнадёживающий тон, дерзость, где другие оказываются боязливыми и опасными, наглое унижение других врачей. Такое поведение создало уже иному эмпирику репутацию великого врача. Пильгер обладал в высокой степени всеми этими свойствами шарлатана. Он никогда не изучал фармацевтику, а начинал в качестве солдата с лечения лошадей, многое читал одновременно для развлечения, создал теоретическую фармацевтику для животных и, наконец, перешёл к практике на людях. Его гениальность, которой он действительно обладал, и ещё большая степень самовлюблённости и наглости заставили его (!) рисковать, и он, таким образом, лечил и мучил всё, что ему попадалось.
— Воспоминания о Харьковском университете профессора Людвига Якоба // Харківський iсторіографічний збірник. — Харків, 2014. — С. 239
В 1807 году он предложил создать специальное отделение при университете — ветеринарный институт, с образованием сельскохозяйственной фермы, устройством «зоотомического театра» и клиникой для животных. Однако этот проект не был реализован, хотя и получил одобрение факультета и Совета университета.
В 1817 году Пильгер основал ветеринарный журнал «Украинский домовод». Всего вышло два номера журнала.
В 1823 он прекратил преподавание в университете.
Умер в 1828 году в Харькове; был похоронен на местном лютеранском кладбище.